# سيمون تمار (مغنية)
سيمون تمار،(بالفرنسية: Simone Tamar)‏
(15 جانفي 1982 -سوق أهراس)، مغنية جزائرية.